# Nikola Katić
Nikola Katić (ur. 10 października 1996 w Ljubuškim) – bośniacko-chorwacki piłkarz, grający na pozycji obrońcy w szwajcarskim klubie FC Zürich oraz w reprezentacji Bośni i Hercegowiny.

## Kariera klubowa
W czasach juniorskich trenował w HNK Stolac. W latach 2014–2016 był piłkarzem NK Neretvanac Opuzen. 8 lutego 2016 odszedł do NK Slaven Belupo.
W rozgrywkach Prva hrvatska nogometna liga zagrał po raz pierwszy 21 kwietnia 2016 w zremisowanym 0:0 meczu z NK Osijek.
1 lipca 2018 został zawodnikiem szkockiego Rangers F.C., który zapłacił za niego równowartość 2,28 miliona euro.
31 sierpnia 2022 odszedł do szwajcarskiego FC Zürich.

## Kariera reprezentacyjna
W reprezentacji Chorwacji zadebiutował 28 maja 2017 w wygranym 2:1 towarzyskim spotkaniu z Meksykiem. Do gry wszedł w 83. minucie, zmieniając Ivana Santiniego.